# Sam Gallagher (calciatore 1995)
Samuel James Gallagher, detto Sam Gallagher (Crediton, 15 settembre 1995) è un calciatore inglese, attaccante dello Stoke City.

## Carriera
Gallagher gioca nel settore giovanile del Plymouth per sei anni, prima di essere acquistato dal Southampton nel 2012; debutta in prima squadra il 6 novembre 2013, sostituendo Gastón Ramírez in un incontro di Football League Cup contro il Sunderland. Gallagher si mette in evidenza segnando una tripletta in FA Youth Cup contro il Portsmouth ed entra a far parte stabilmente della prima squadra. Segna il primo gol con la maglia del Southampton il 25 Gennaio 2014 in FA Cup contro lo Yeovil Town. Parte per la prima volta titolare in 28 Gennaio in una partita di campionato contro l'Arsenal. La prima marcatura in Premier League avviene il 15 Marzo 2014, in una vittoria per 4-2 sul Norwich City. Il 10 maggio 2014 Gallagher estende il contratto con i Saints fino a giugno 2018. Dal 2015 al 2018 viene ceduto in prestito al MK Dons, al Blackburn Rovers e al Birmingham City, tutte squadre di seconda divisione inglese.
Il 13 luglio 2019 si trasferisce al Blackburn per 5,6 milioni di euro. Gallagher ritorna così ai Rovers dopo il prestito nell'annata 2016-17.

## Statistiche

### Presenze e reti nei club
Statistiche aggiornate al 19 marzo 2022.
| Stagione           | Squadra            | Campionato         | Campionato | Campionato | Coppe nazionali | Coppe nazionali | Coppe nazionali | Coppe continentali | Coppe continentali | Coppe continentali | Altre coppe | Altre coppe | Altre coppe | Totale | Totale |
| Stagione           | Squadra            | Comp               | Pres       | Reti       | Comp            | Pres            | Reti            | Comp               | Pres               | Reti               | Comp        | Pres        | Reti        | Pres   | Reti   |
| ------------------ | ------------------ | ------------------ | ---------- | ---------- | --------------- | --------------- | --------------- | ------------------ | ------------------ | ------------------ | ----------- | ----------- | ----------- | ------ | ------ |
| 2013-2014          | Southampton        | PL                 | 18         | 1          | FACup+CdL       | 1+1             | 1+0             | -                  | -                  | -                  | -           | -           | -           | 20     | 2      |
| 2014-2015          | Southampton        | PL                 | 0          | 0          | FACup+CdL       | 0+0             | 0+0             | -                  | -                  | -                  | -           | -           | -           | 0      | 0      |
| 2015-2016          | Milton Keynes Dons | FLC                | 13         | 0          | FACup+CdL       | 0+2             | 0+0             | -                  | -                  | -                  | -           | -           | -           | 15     | 0      |
| 2016-2017          | Blackburn          | FLC                | 43         | 11         | FACup+CdL       | 2+2             | 1+0             | -                  | -                  | -                  | -           | -           | -           | 47     | 12     |
| 2017-2018          | Birmingham City    | FLC                | 33         | 6          | FACup+CdL       | 1+0             | 1+0             | -                  | -                  | -                  | -           | -           | -           | 34     | 7      |
| 2018-2019          | Southampton        | PL                 | 4          | 0          | FACup+CdL       | 1+1             | 0+0             | -                  | -                  | -                  | -           | -           | -           | 6      | 0      |
| Totale Southampton | Totale Southampton | Totale Southampton | 22         | 1          |                 | 4               | 1               |                    | 0                  | 0                  |             | 0           | 0           | 26     | 2      |
| 2019-2020          | Blackburn          | FLC                | 42         | 6          | FACup+CdL       | 1+1             | 0+1             | -                  | -                  | -                  | -           | -           | -           | 44     | 7      |
| 2020-2021          | Blackburn          | FLC                | 39         | 8          | FACup+CdL       | 0+0             | 0+0             | -                  | -                  | -                  | -           | -           | -           | 39     | 8      |
| 2021-2022          | Blackburn          | FLC                | 30         | 7          | FACup+CdL       | 1+1             | 0+0             | -                  | -                  | -                  | -           | -           | -           | 32     | 7      |
| 2022-2023          | Blackburn          | FLC                | 0          | 0          | FACup+CdL       | 0+0             | 0+0             | -                  | -                  | -                  | -           | -           | -           | 0      | 0      |
| Totale Blackburn   | Totale Blackburn   | Totale Blackburn   | 154        | 32         |                 | 8               | 2               |                    | 0                  | 0                  |             | 0           | 0           | 162    | 34     |
| Totale carriera    | Totale carriera    | Totale carriera    | 222        | 39         |                 | 15              | 4               |                    | 0                  | 0                  |             | 0           | 0           | 237    | 43     |